# Gösta Vitestam
Nils Gösta Vitestam, född 2 mars 1921 i Kivik, Vitaby församling, Kristianstads län, död 30 maj 2005, var en svensk filolog. Han var morbror till biskop Hans Jönsson.
Vitestam, vars far hette Sigfrid Nilsson, blev filosofie doktor och docent i semitiska språk i Lund 1960, var tillförordnad professor i österländska språk 1964–68 och professor i semitiska språk i Lund 1968–87. Han var ledamot av stadsfullmäktige 1962–67, nämndeman 1967–88, inspektor för Sydskånska nationen vid Lunds universitet 1966–2000, hedersledamot 1968 och författade dess festskrift till 100-årsjubileet 1990. Han invaldes som ledamot av Vetenskapssocieteten i Lund 1967 och Humanistiska vetenskapssamfundet i Lund 1973. Han författade ett flertal skrifter i semitisk, särskilt arabisk filologi i in- och utländska tidskrifter.